# 양반

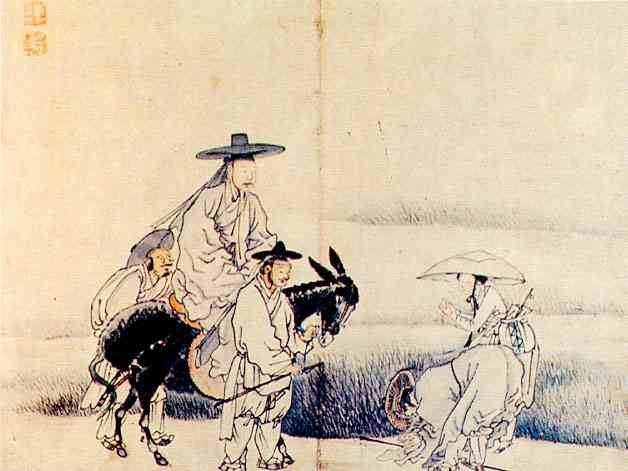
반상도

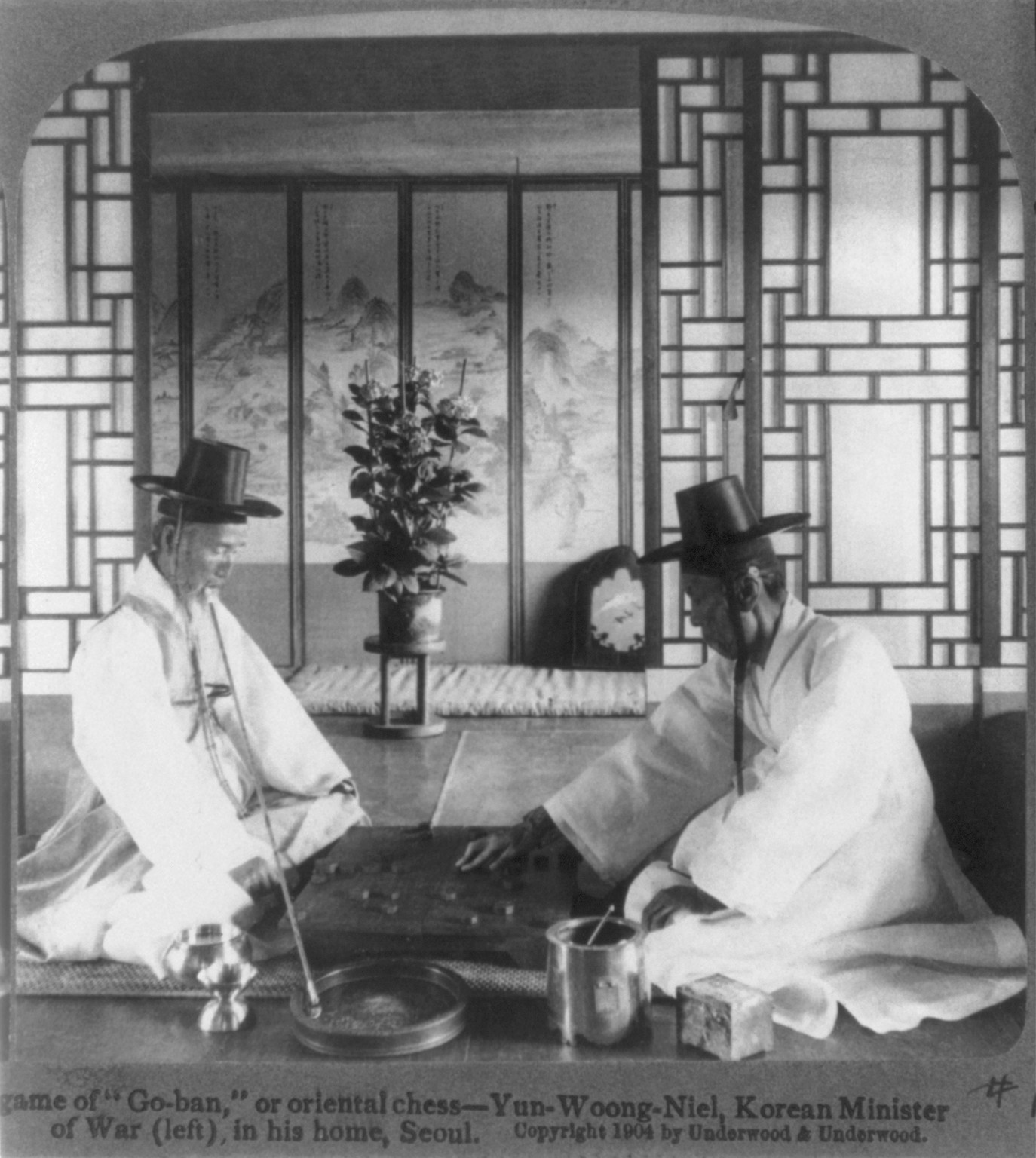
양반

양반(兩班, 문화어: 량반)은 고려, 조선 시대 최상급의 사회계급으로 사(士)·농(農)·공(工)·상(商) 중 사족(士族)에 해당한다. 이는 또한 조선에서 정치에 참여할 수 있는 관료와, 관료가 될 수 있는 잠재적 자격을 가진 가문, 그리고 사림(士林)이라 불렸던 학자 계층까지 포함하는 조선 왕조 특유의 사회계급이다. 본디, 문관과 무관을 지칭하는 관료적 의미였으나, 반상제가 확립되어가면서 신분상의 의미로 변화하였다. 양반은 토지와 노비를 많이 소유하고 과거, 음서, 천거 등을 통하여 국가의 고위 관직을 독점하였다. 양반은 경제적으로는 지주층이며 정치적으로는 관료층으로서, 생산에는 종사하지 않고 오직 현직 또는 예비 관료로 활동하거나 유학자로서의 소양과 자질을 닦는 데 힘썼다.

## 연원
본래 국왕이 정무를 볼 때 남쪽을 보고 앉은 국왕을 기준으로 왼편인 동쪽에는 문관이 동반(東班) = 문반(文班)으로써 늘어섰고, 오른편인 서쪽에는 무관이 서반(西班) = 무반(武班)으로써 늘어섰고, 그밖에 잡역직은 남반(南班) = 잡반(雜班)이라 하였다. 차츰 동반과 서반을 중심으로 관계가 정비되었는데, 이는 남반이 오를 수 있는 최고 품계가 7품이었기 때문에 고위 관직은 동서 양반이 차지하게 되었기 때문이다. 그들을 두 개의 반(班)이라는 의미에서 양반이라 하였다.
이렇게 두 반을 나누어 동반과 서반이라 부른 것은 고려 성종 때로 여겨지나, 이때는 사회계급으로서의 양반이라는 개념이 세워지지 않았고, 고위 관료란 뜻에 지나지 않았던 듯하다.
그러나 사대부를 중심으로 조선이 세워지고 양반 관료 체제가 점차 정비되면서 양반은 곧 사족(士族)과 유사한 의미를 갖게 되었다. 사족은 관료뿐만 아니라 그의 직계가족과 후손까지도 포함하는 개념이다. 따라서 법적으로 양반은 문무반 관료만을 지칭하는 용어였지만 관습적으로는 관료사회와 혈연 및 학연으로 연결된 지배층을 뜻했다.

## 구분과 서열
조선시대 들어 공명첩, 납속 등으로 양반이 점차 늘어나면서 구분과 서열이 생기게 되었다. 문묘에 종사된 대현(大賢)이나 종묘 배향공신(配享功臣)을 배출한 국반(國班) 및 대가(大家)·세가(世家) 이외에 도반(道班)·향반(鄕班)·토반(土班)·잔반(殘班) 등의 구분이 생기게 되었다. 이에 따라 벌열(閥閱)이 아닌 미천한 양반은 양반으로서의 대우를 제대로 받을 수 없었다.

### 6대 국반(문반)[3]
문묘 종사 대현과 종묘배향공신을 동시에 배출한 여섯 가문을 6대 국반(國班)이라고 하기도 한다.
- 여주 이씨
- 진보 이씨
- 덕수 이씨
- 광산 김씨
- 반남 박씨
- 은진 송씨

### 문반과 무반
문반과 무반은 과거시험에 응시했는데 응시 과목부터 달랐다. 문반의 과거 시험인 문과는 임금이 직접 주제를 주면 거기에 맞게 글을 작성하는 시험이며 무반의 과거시험인 무과는 말을 탄 채 활을 쏴서 특정 표적지를 명중시키는 시험이다. 일반적으로 양반 가문에 소속된 사람은 부친이나 조부가 치른 과거의 영향을 받아 문반과 무반이 결정되었으며 본인이 과거 급제자일 경우 본인이 급제한 과거의 질에 따라 문반과 무반이 결정되었다.
양반은 과거 급제 이후에도 관복이 달랐는데 문반의 흉배는 학이 그려져 있으며 무반의 흉배에는 호랑이가 그려져 있다.
양반이 문반과 무반을 결정해야 하는 신분이기 때문에 3대에서 아무도 과거에 급제하지 못할 경우 양반 신분을 내려놓고 양인이 되었다.

## 개설
양반은 보통 유학을 업(業)으로 하고 아무 제한 없이 관료로 승진할 수 있었으며, 한편으로는 명교(名敎)와 예법을 근수(謹守)하는 정신적 의무가 있었다. 따라서 양반은 지배층인 동시에 지식층이었다. 이들은 중국과 같은 민중 출신 관료들과 달리 귀족 정신이 있어서 천한 출신은 양반이 된다고 해도 무시하는 면이 있었으며 편견과 달리 유학만 하지도 않았다.
조선의 법 제도는 원칙적으로 문과 응시 대사첩의 아들인 서얼과 재가한 부인의 자제, 그리고 노비 등의 천인(賤人: 천민 계급)을 제외하고 모든 양인(良人 : 평민 계급)에게 과거를 볼 수 있는 자격을 부여했으므로 양반이 될 자격이 모든 양인들에게 있었다. 그러나 생업에 종사해야 하는 양인들은 과거를 위해 공부할 여건을 만드는 것이 현실적으로 거의 불가능했고, 경제적 여유가 있는 지주 및 관료 가문의 자제들만이 과거에 응시할 수 있었다. 모든 양반이 부유한 것은 아니었고 경제적 여유가 과거 합격의 절대적인 전제조건인 것도 아니었지만 양인 출신으로 과거에 합격한 경우는 지극히 드물었다.
양반의 지위는 법적으로 문무반 관료와 그의 직계 가족에게만 주어졌기 때문에 원칙적으로 세습되지 않았다. 따라서 양반은 3대 이내에 관직에 오르지 못하면 양인으로 강등될 수 있었다. 그러나 실질적으로 양반의 지위는 세습적 성격이 강했다. 고위 관료의 다수는 조상 중에 관료가 있는 양반 가문 출신이었는데 그 이유는 승진에 있어 파벌의 후원이 중요했기 때문이다. 지역사회에 기반을 둔 재지사족의 양반 지위는 관습적으로 세습되었다. 지역 양반의 목록인 향안에는 부계와 모계가 모두 양반인 사람만 등재될 수 있었고 4~5대에 걸쳐 양반이 아닌 조상이 있으면 등재될 수 없었다. 향안에 이름이 오른 양반은 지역 자치회인 유향소에서 좌수, 별감을 비롯한 향안을 선출할 수 있었고, 향안은 군현에 파견된 수령에게 조언할 수 있는 권한을 지녔다. 향안은 관리에 준한다는 의미에서 아관이라고도 불렸다. 이처럼 향안과 유향소를 통해 재지사족은 중앙정부의 관료제와는 무관하게 양반 지위를 세습하였고 권력을 지역사회에 행사하였다. 조선전기에는 중앙정부가 유향소를 폐지하는 등 재지사족의 힘을 억누르려고 시도하였으나 16세기 이후에는 이를 묵인하고, 심지어 장려하는 방향으로 정책의 방향을 바꾸었다. 이로써 향안을 통한 양반 지위의 세습은 국가권력의 인정을 받게 되었다.
양반들은 정치에 참여하는 관료인 동시에 성리학을 연구하는 학자들이었고, 경제적으로는 지주계급을 대표하였다. 따라서 양반은 성리학의 이념을 따르는 이상사회를 구현하고자 하였다. 또한 양반 신분을 보장하는 근거는 가문이었으므로 조상들에 대한 예우를 대단히 중시하였고, 씨족의 역사인 족보를 기록하여 가문의 기원을 명확히 하고자 하였다. 족보를 양반의 전유물로 오인하게 된 것은 잘못된 이해로 족보는 양반의 전유물이 아니라 글을 아는 평민이라면 그 누구나 만들었다. 본래 또한 부모가 양반이었어도 과거시험을 보지 않은 양반의 자제들은 3대 이후부터 평민이 되지만 이후 '양반의 자손은 모두 양반'이라는 기준으로 완화되어 갔다. 만약 형제가 과거에 합격한다면 같은 성과 본관이지만 형은 양반 동생은 평민이 되었었고 양쪽 모두 족보는 기록해나간다.
한편 양반에는 아직 출사하지 않은 문·무인 등도 포함되나, 문무관이 되지 못하고 평민의 경우와 다름없이 군역에 편입되었고, 지방에 영주함에 따라 사류(士類)에서 탈락되는 경우도 있었다. 같은 양반이라도 무반은 문반보다 못하였으며, 서얼금고법(庶孼禁錮法)이 있어 서얼의 자손에게는 차별이 있었고, 지방과 혼인 관계에 있어서도 이러한 차별은 있었다.

## 경제 활동
양반의 경제 기반은 과전, 녹봉 그리고 개인 소유의 토지와 노비 등이 있었다. 그들은 거의 대부분 지주였으며, 주수입원은 토지와 노비였다. 특히, 양반 소유의 토지는 비옥한 토지가 많았던 경상도·전라도·충청도 지역에 집중되어 있었고, 규모가 커서 농장의 형태를 이루고 있었다. 이들은 간이 수리 시설을 만들고 중국이나 일본의 농업 기술을 도입하거나 농사직설, 금양잡록 등 농서를 간행하고 보급하는 것에도 관심이 있었다. 이들은 중국과 조선 심지어 일본의 자료까지 참고하여 중국 강남 지역의 농법인 시비법 등 경작지를 묵히지 않고 계속해서 농사를 지을 수 있는 방법 등을 한반도식으로 개발 및 도입하기도 했다. 이들은 평민들과 달리 벼나 보리 등만 경작하지는 않았으며 의생활을 개선하기 위해 목화 재배를 확대하고 당시 일종의 사치품인 약초와 과수 역시 확대하였다. 양반들은 구황촬요를 저술하여 잡곡이나 도토리, 나무껍질 등을 가공하여 먹을 수 있는 방법을 제시하기도 했다.
양반은 자기 소유의 토지를 노비에게 직접 경작시켰다. 그러나 토지의 규모가 커서 노비의 노동력만으로 경작할 수 없으면 그 주변 농민들에게 생산량을 절반씩 나누어 가지는 병작반수의 형태로 소작을 시켰다. 양반은 자기 토지가 있는 지역에 집과 창고를 지어 놓고 직접 노비를 감독하고 농장을 살피기도 하였지만 대개 친족을 그 곳에 거주시키면서 대신 관리하게 하였다. 때로는 노비만 파견하여 농장을 관리하는 경우도 있었다. 이런 농장은 15세기 후반에 이르러 더욱 증강하였다. 농장주들은 유망민들을 모아 자신 소유의 노비처럼 만들어 자신의 토지를 경작하게 하였다.
양반들은 재산의 한 형태로 노비를 가지고 있었다. 조선 전기에 양반들은 10여 명에서 많게는 300여 명이 넘는 노비를 보유하고 있었다. 이들은 노비를 구매하기도 하였지만 주로 자신이 소유한 노비가 출산한 자녀는 노비가 되는 법에 따라 노비 수를 늘리거나 자신이 소유한 노비를 양인 남녀와 혼인을 시켜 늘리기도 하였다.
양반은 노비에게 가사 일을 돌보게 하거나 농경에 종사시키고 옷감을 짜게 하였다. 다수의 노비는 주인과 따로 살며 주인의 땅을 경작하거나 관리하는 일을 하였다. 양반들은 이들 외거 노비에게 매년 신공으로 포와 돈을 거두었다.
이들은 당시 평민들이 기피하던 일본과의 무역에도 관심을 보여 왜관을 통해 중계 무역을 하기도 하였는데, 인삼과 같은 약초를 팔아 일본도 등을 수입하기도 하고 경제적 지식을 바탕으로 일본에서 은을 수입해 다시 청에 수출함으로써 이득을 취하기도 했다.
이들은 후기에도 임원경제지, 자산어보 등으로 경영 관리 방법과 산업, 육예에 이르기까지 생산성 향상을 위해 노력하였고 곡물, 채소, 화초, 목축, 양잠, 어법, 어구 등을 개량했다. 쇄미록을 보면 노비들과도 직접 거래하는 모습이 나오며 저자는 장을 담그기도 했는데 오늘날 메주에 해당하는 말장과 소금의 비율도 알고 있었고 닭을 기르거나 양봉에도 능했다. 그는 자신의 경제 활동에 피해를 주는 고양이를 잡지 못하여 분노하는 모습도 나온다. 또한 그는 하층민과 노비들의 게으름과 비도덕성을 한심하게 여기기도 했으며 결국 한복이라는 노비는 여종과 말을 훔쳐서 도망가다가 붙잡혀서 폭행을 당한 후 감옥에서 죽게 된다. 미암일기에서도 저자는 부동산 투자를 하며 심지어 빚을 내서 부동산에 투자하기도 했다.
일제강점기 때는 일제의 친일파 육성 정책에 의해 주로 반일을 하지 않은 양반들이 특권을 얻었고 이들은 인쇄, 정미, 고무, 의류, 양조를 비롯한 다양한 기업 설립에 나섰다. 이들은 부를 쌓아서 기계, 화학, 자동차, 조선과 같은 기술이 요구되는 업종에까지 진출하였다. 이들은 일제의 토지 조사 사업, 남면북양과 같은 정책의 영향을 잘 받지 않거나 오히려 이득을 봐서 다른 계층보다 부를 축적할 여유가 있었다. 그러나 일제의 귀족과 같은 대우를 받지는 못 하였으며 계급과 기업이 일본에 종속되고 그 이익이 일본인 상류층에게 돌아가는 한계가 있었다.
일반적으로 양반은 평민들보다 우월한 실력과 경제 기반을 바탕으로 풍요로운 생활을 할 수 있었다. 그러나 중국 한족식 시스템이 바탕이라 양반은 귀족이 아니었기 때문에 상민과 비슷한 신세가 된 사람들 역시 있었다.
일제강점기는 양반의 귀족화나 민주화에 큰 영향을 주었으며 6.25 이후 가문에 속한 양반들은 상속이든 투자든 혈연을 기반으로 자본과 기술을 가지고 전국적인 토지개발에 참여했다. 당시에는 여전히 옛날처럼 가문의 세력을 중시하는 양반들이 많았고 그들은 친인척들과 함께 가문의 성과를 공유하기도 했다. 심지어 그들은 주인이 사라진 우수한 부동산을 친인척들을 이용하여 정부로부터 공짜에 가깝게 최대한 많이 획득하였으며 이러한 수익을 우수한 인재에게 투자하거나 가난한 구성원을 위하여 분배하기도 했다. 중인 가문들 역시 양반들처럼 행동했다는 주장도 있다. 전근대 이전에도 할 수 있었던 것들을 당연히 할 수 있었으며 더 발전시키기도 했던 양반이나 귀족들은 결국 결과적으로도 일반 민중에 비해 경제적으로도 우세한 사람들이 탄생하게 되었으며 천민들은 근대 이후에도 차별을 받아서 일제 이후로도 사관학교에 입학했으나 비천한 출신 때문에 퇴학을 당하여 무려 4년의 시간을 허비한 사람처럼 경제적으로도 성공하기 힘들었다.

## 군사 활동
양반들은 문반 한정으로 자신들이 직접 무장해서 싸우지 않는 대신 이론이나 장비에 더 많은 관심을 가지게 되었다. 진법과 총통등록 등에서는 군대의 훈련과 화약 무기 제작과 그 사용법이 있으며 최해산은 화포와 화차 등을 개발하였다. 거북선과 비거도선 역시 양반들의 필요성에 따라 태종 때 제조되었다.
무반의 경우는 직접 무장해서 싸워야 했는데 일선 부대의 지휘관 역할을 했다.

## 쇠세(衰勢)
영조·정조와 같은 서주(庶主)가 탕평책을 쓰고 있는 동안은 어느 정도 정치의 안정을 기할 수가 있었다. 영조 말년부터 정조 초년에는 정조를 보호한 공이 있는 홍국영이 도승지로 있으면서 정권을 농단하였으나, 오래 가지 않아 정권에서 배제되고 말았다. 그러나 정조가 돌아가고 순조가 겨우 11세의 어린 몸으로 즉위하자 외척세력은 왕권을 완전히 압도하고, 이른바 세도 정치라는 일종의 변태된 정치가 시작되었다. 즉, 순조 초에 정조의 유명(遺命; 유언)으로 안동 김씨인 김조순이 왕의 장인으로서 정치를 전담하다시피 하였는데, 이에 따라, 그의 일족은 모두 영달하여 노론인 안동 김씨는 많은 관직을 차지했다.
하지만 안동 김씨의 전권 시대는 풍양 조씨인 조만영의 딸이었던 익종의 비 때문에 일시 중단되었다. 이리하여 헌종 대에는 조씨 일문이 정권을 장악하게 되어 조씨는 많은 현직을 역임하였다. 그러나 철종이 즉위하면서 비가 김문근의 딸이었으므로 다시 세도가 안동 김씨에게로 돌아가게 되었다. 이러한 형세였으므로 이씨의 왕조라고는 하지만 종실이라 하더라도 김씨 일문의 세력에 억눌려 살았으며, 김씨 아닌 다른 양반들의 세력 역시도 이와 같았다.
따라서 정치 기강이 극도로 문란해져서 유교적인 관료 정치라는 것도 하나의 허구에 지나지 않게 되었다. 왕실의 외척에 의한 정권의 독차지는 필연코 그 척족 일문에 의하여 고관 현직이 독점되다시피 되어 정치 기강을 더욱 문란하게 한 것이다. 많은 뇌물을 바치고 관직을 얻은 관리들은 그 대가를 농민에게서 염출해야 했기 때문에, 그로 말미암은 피해는 농민의 어깨 위로 떨어졌다.
당시의 재정으로서 가장 중요했던 전정(田政)·군정(軍政)·환곡(還穀)의 3정은 이리하여 날로 문란해갔다. 전정에서는 삼수미·대동미·결작·도결 등의 폐해가 극심했고, 군정에서는 황구첨정·백골징포·족징·인징 등의 각종 협잡이 생겨 농민을 괴롭혔다. 환곡 또한 일종의 고리대기관으로 변하였을 뿐만 아니라 반작·허류 등 여러 가지 방법으로 농민을 괴롭혔다. 이러한 지방행정의 문란은 농민에게 과중한 부담이 되었을 뿐 아니라, 국가의 재정까지를 위협하였고, 그리하여 도처에서 민란이 발생하게 되었다. 여기에 각 방면에 걸친 경제적 성장은 조선 양반사회의 신분체제에 큰 변화를 불러왔고, 이후에 동학 농민 운동과 갑신정변을 거쳐, 갑오개혁에 이르러서는 결국 신분제가 폐지되어 양반 계급이 사라지게 된다.

## 기타

### 임진왜란 이후 군역의 면제
흔히 양반은 군역을 면제받았다고 알려져 있으나, 임진왜란 이전에는 양반도 관리로 임용되지 않은 사람은 일정한 형태로 군역의 의무를 부담했다. 예를 들면, 양반이었던 이순신은 보군으로서 군역을 살았다. 양반의 군역 면제는 인조 반정 이후에 이루어진 일이다.

### 상류층인 양반사회
일반 백성들과는 다른 사상과 문화를 가지고 있었으며 조선시대의 외상과 겸상 문화는 상류층인 양반사회에 국한되었다.
이들은 예학이 발달하였고 도덕 윤리의 발전을 이루고자 하였다. 양반들에 의해 소학, 가례집람, 오선생예설분류 등이 편찬되었으며 삼강오륜이 유교적 가족 제도를 확립하는데 기여했다. 그러나 이것은 예학을 따르는 양반들 사이에서만 성립되었고 평민들에 대해서는 적용하지 않아도 되었다. 그 예로, 효경이나 논어 등에 의하면 아들은 아버지에게 충고나 조언을 할 수도 있었으며 아버지 역시 부모의 도리가 있었기에 양반들은 특히 양반 출신 남성 어린이를 존중하였다. 그러나 여성은 양반 혈통도 다소 존중을 받지 못하였다.  
양반들은 질이 낮은 사회에 대한 비판 의식도 강하게 가지고 있었는데, 북학의에서는 메주만들기의 실태에 대해 우물물에 똥을 넣는 것과 같다며 당시 서민들의 생활상을 비판하기도 했다. 또한 북학의의 저자 박제가는 사람들이 똥을 마음대로 버린다며 위생 상태에 대해서도 크게 비판했다. 이는 연구 결과로도 근거가 있는 이야기였다.

### 양반의 비율
전체 양반의 비율은 조선 초 약 1~2% 미만으로서, 지배계층의 지위를 공고히 가졌으나, 조선 후기 삼정의 문란으로 인한 공명첩, 납속책 등의 무분별한 발행이 이어져 많은 양인들이 양반의 지위를 획득하였고, 철종 때에 이르러는 국민의 70%가 양반이었다. 당시에도 양반을 욕하거나 무시하는 고전 문학도 있으나 실제로는 조상을 배신하면서까지 상민들은 양반을 동경하였다. 실제적인 차별과 관련하여 양반의 혈통인 서얼들은 양반들의 묵인과 지원 아래에 집단 상소 등을 통하여 신분 상승에 성공하였으나 중인들은 실패하였다.
일제의 조사에 의하면 이 비율을 1.9%~5%로 추정하여 별로 변하지 않았다. 진주 문화원 향토연구실장인 추호석 등은 41%가 노비로 나온 산청군 호적과 47%가 노비로 나온 울산 호적 등을 근거로 우리나라 사람 90%를 노비의 후손이라 주장하기도 했다. 물론 이는 귀족적 사회에서 그렇게까지 특이한 일은 아니었다. 일본의 부라쿠민도 이민족들이 된 적도 있어서 현대 일본에서도 이민족 취급을 받으며 멸시를 받기도 했으나 일본의 귀족들이 평민들을 부라쿠민으로 만들기도 했었기 때문에 혈통적으로는 별 차이가 없다는 것이 밝혀졌다. 일본 평민들은 심지어 조선 같은 외국에도 노예로 팔리기도 했다. 센코쿠 시대에서도 오다 노부나가에 뒤지지 않을 정도로 학살이나 노예화를 가하는 귀족들이 많았다.
신라 시절부터 신분 의식이 강했던 경상도 지역은 신분 세탁을 막는 향신록 같은 게 많이 발견되는 편이다. 최근까지 학계에 알려진 향안은 경상도 12개, 충청도 2개, 전라도 1개, 함경도 1개 등 도합 16개이다. 일제강점기 시절에도 양반들은 상민들보다 더 강대한 세력을 바탕으로 실력행사에 나서기도 했으며 특히 양반 세력이 강한 경상도와 충청도에서 심했다고 한다. 하지만 평민들의 물적인 토대가 점점 성장하면서 충돌이 아닌 일방적인 억압은 점점 불가능하게 되었다.

## 같이 보기
- 귀족
- 골품
- 양천제
- 반상제
- 서얼